# Upplands runinskrifter 265
Upplands runinskrifter 265 är en runhäll belägen nära gården Ekeby i Upplands Väsby. Den finns i närheten av en skogsväg invid en gammal husgrund och en jordkällare. I området finns ännu en runhäll, U 266, som är i lite sämre skick på grund av flagning. Ingen av minneshällarna är korsmärkta.
Ristningens yta är cirka 1,5 gånger 1 meter och är belägen på en brant bergsluttning och vetter mot norr. Runhöjden är cirka 7 centimeter.

## Inskrift
Translitterering av runraden:
erinui · lit · rista · heli · eftʀ · ailaif sun sin · koþan
Normalisering till runsvenska:
Ærinvi let rista hælli æftiʀ Æilæif, sun sinn goðan.
Översättning till nusvenska:
Ärenvi lät rista hällen efter Elev, sin gode son.
Troligen samma Ärenvi reste en annan runsten U Fv1959;188 efter Elev i Hammarby, Hammarby socken, 3,5 km nordväst om Ekebygården, som låter:
Translitterering av runraden:
sikstain · auk · erin... ...itu stain · hkua · eftʀ · ail-... ... ...
Normalisering till runsvenska:
Sigstæinn ok Ærin[vi l]etu stæin haggva æftiʀ Æil[æif, sun sinn].
Översättning till nusvenska:
Sigsten  och  erin . . .  lälo  stenen  hugga  efter  ail- . . .
Elevs far Sigsten är också känd från U 266, den andra runhällen i Ekeby.